# Hirslanden
Hirslanden (toponimo tedesco) è un quartiere di Zurigo di 7 403 abitanti, nel distretto 7.

## Storia
Già comune autonomo che comprendeva anche le frazioni di Balgrist e Eierbrecht, nel 1893 è stato accorpato al comune di Zurigo assieme agli altri comuni soppressi di Aussersihl, Enge, Fluntern, Hottingen, Leimbach, Oberstrass, Riesbach, Unterstrass, Wiedikon, Wipkingen e Wollishofen. Dopo l'incorporazione formò, assieme a Fluntern, Hottingen e Riesbach, il V distretto; nel 1913 passò al nuovo distretto 7 assieme a Fluntern, Hottingen e Witikon.

## Società

### Evoluzione demografica
L'evoluzione demografica è riportata nella seguente tabella:
Abitanti censiti

## Amministrazione
Ogni famiglia originaria del luogo fa parte del cosiddetto comune patriziale e ha la responsabilità della manutenzione di ogni bene ricadente all'interno dei confini del comune.